# يو إس إس لونج بيتش
يو إس إس لونج بيتش (USS Long Beach) كانت سفينة بحرية تعمل بالطاقة النووية تابعًا للبحرية الأمريكية، وتُعد أول قطعة قتال سطحية في العالم تعمل بالطاقة النووية.
كانت هذه السفينة هي الثالثة التي تُطلق عليها البحرية اسم مدينة لونج بيتش في ولاية كاليفورنيا.
وقد كانت السفينة الوحيدة ضمن فئة لونج بيتش، وآخر طراد تم بناؤه للبحرية الأمريكية بتصميم طراد تقليدي؛ فجميع الفئات اللاحقة من الطرادات بُنيت على هياكل مدمرات موسعة
أو تم تحويلها من طرادات موجودة سابقًا كما في حالة فئة ألباني.
تم وضع حجر الأساس لبناء السفينة في 2 ديسمبر 1957، وتم تدشينها في 14 يوليو 1959، ودخلت الخدمة في 9 سبتمبر 1961 تحت قيادة القبطان حينها يوجين باركس ويلكينسون، والذي كان أول قائد لأول سفينة في العالم تعمل بالطاقة النووية، وهي الغواصة يو إس إس نوتيلوس.
تم إرسال لونغ بيتش إلى فيتنام خلال حرب فيتنام، وشاركت عدة مرات في مناطق المحيط الهادئ الغربي، والمحيط الهندي، والخليج العربي.
لكن بحلول التسعينيات، اعتُبرت الطاقة النووية مكلفة جدًا للاستخدام على السفن السطحية التي تقل حجمًا عن حاملات الطائرات، وذلك في ظل تقليص ميزانيات الدفاع بعد نهاية الحرب الباردة.
ولذلك، تم سحبها من الخدمة في 1 مايو 1995 بدلاً من إجراء إعادة تزويدها بالوقود النووي للمرة الثالثة وتنفيذ التحديث المقترح لها.
وبعد إزالة الوقود النووي والبنية الفوقية وأجزاء من المقدمة والمؤخرة، تم ربط الجزء المتبقي من الهيكل — الذي يحتوي على مفاعلها النووي وغرف الآلات — في حوض بناء السفن البحري في بوجيت ساوند (Puget Sound)، ثم تم بيعه كخردة